# 연남건
연남건(淵男建, 635년~638년 ~ ?)은 연개소문의 2남이며, 고구려-당 전쟁 때 대막리지로 고구려군을 총지휘를 하였으며, 정확한 생몰연대는 미상이다.

## 생애
665년 연개소문이 죽고 그의 맏아들 연남생이 부친을 대신하여 막리지가 되었다.연남생은 아버지 연개소문의 대를 이어 대권을 장악한 뒤, 지방의 여러 성을 순시하였다. 이 틈을 타 동생 연남산(男産)과 연남건(男建)이 정변을 일으켜 수도를 장악하였다. 이후 연남생의 아들이었던 조카 연헌충(獻忠)을 죽이고 왕명을 빌려 연남생을 소환하자, 연남생은 국내성(國內城)으로 달아났다. 연남생이 당에 투항하자, 666년 8월, 보장왕은 연남건을 대막리지(大莫離支)에 임명하였다.
666년 12월, 당나라가 거국적으로 다시 고구려를 침공하자 대막리지 연남건은 군대를 총 지휘하여 당나라에 맞서 싸웠다.
667년 9월, 이세적이 이끄는 당군에게 신성이 함락되자 고구려 15만 구원군을 보내었고, 그가 보낸 고구려군은 금산전투에서 당군과 크게 싸웠으나 패하였다.
또한 당나라 곽대봉은 수군을 이끌고 바다를 건너 고구려로 침공하였다. 행군관기통사사인 원만경이 편지를 써서 말하기를 “압록강은 요충지인데 고구려는 지킬 줄 모르는가?”라고 비웃었다. 하지만 이 서신을 보낸 사자가 고구려군에게 잡혔고, 이를 보고 연남건은 회보하기를 “삼가 명령을 듣겠다”라고 하고, 즉시 군사를 옮겨 압록강 나루에 진을 쳐서 당군이 압록강 이하로 남진할 수 없게 방어선을 구축하였다.
668년 초, 이세적·설인귀가 이끄는 당군에 의해 북쪽의 부여성이 함락되자 다시 고구려 구원군 5만을 보냈으나, 중도에 설하수에서 이세적이 이끄는 당군을 만나 교전하였고 크게 패하였다.
668년 여름, 마침내 고구려 수도 평양성이 포위되었고 한 달이 넘도록 교전하였다. 보장왕이 연남산으로 하여금 수령 98명을 거느리고 백기를 들고 이세적에게 항복하게 하였다. 이세적은 예를 갖추어 접대하였다. 그러나 연남건은 오히려 성문을 닫고 수비하며 대항하였다. 연남건은 자주 군사를 출동시켜 싸웠으나 그때마다 패배하였다. 연남건은 승려 신성(信誠)에게 군사에 관한 일을 맡겼다. 신성(信誠)은 소장 오사·고요묘 등과 함께 이 적에게 비밀리에 사람을 보내 내응하겠다는 뜻을 전했다. 5일 뒤에 신성이 성문을 열었다. 이세적은 군사를 풀어 성위에 올라가 북을 치고 함성을 지르며 불을 지르게 하였다.
668년 9월, 마침내 평양성이 함락하면서 자결하려고 했으나 실패하여 보장왕, 연남산과 함께 당나라로 끌려갔다. 그리고 지금의 쓰촨성 첸저우(黔州)로 끌려가서 유배되었고, 거기서 죽었다.

## 평가
연개소문이 사망했던 665년에는 이미 고구려는 당나라의 잦은 침입으로 많이 피폐해져 있었다. 645년 1차 고구려-당 전쟁 이후, 당나라는 지속적인 소모전을 통해 고구려를 괴롭혔고, 646년 설연타, 660년 백제가 차례로 멸망하여 대외적으로 고립되었다.
그리고 예전 고구려-수 전쟁 때와는 달리 제2차 고구려-당 전쟁 때 이미 평양성이 오랫동안 포위되었고 압록강 이남이 주 전쟁터가 되었으며, 평양성 이남도 신라군의 공격으로 전쟁터가 되어 전국토가 크게 피폐해진 상태였다.
연개소문 사후 내부적인 분열이 없다 하더라도 이미 고구려는 절대적으로 어려운 상황에 봉착하였지만, 이러한 때 설상가상으로 연남생과의 골육상쟁으로 국내성 이북의 친 연남생파가 당나라로 투항하면서 내부적으로도 분열이 일어나, 당의 대대적인 침공을 이전처럼 막아내 수 없었다. 대막리지에 오른 연남건은 수차례 구원군을 보내어 당군을 막으려 하였지만 거의 모두 패하였고 민심이 이반되어, 당에 투항하는 성들이 많아 결국 수도 평양성이 함락되고 고구려는 멸망하고 말았다.

## 가계
- 증조부 : 연자유(淵子遊)
- 증조모 : 미상
  - 조부 : 연태조(淵太祚, ?~631년 이전)
  - 조모 : 소씨(蘇氏)
    - 아버지 : 연개소문(淵蓋蘇文, ?~665)
    - 어머니 : 고소연(高蘇淵)
    - 숙부 : 연정토(淵淨土)
      - 형 : 연남생(淵男生, 634~679)
        - 조카 : 연헌성(淵獻誠, 651~692)
        - 조카 : 연헌충(淵獻忠, 651년이전~665년)

      - 동생 : 연남산(淵男産, 639년~701년)
      - 막리지 : 천남건(淵男建, 635/638[3]~ ?)

## 연남건이 등장하는 작품
- 《삼국기》(KBS, 1992년~1993년, 배우:구한승)
- 《연개소문》(SBS, 2006년~2007년, 배우:김홍표)
- 《대조영》(KBS, 2006년~2007년, 배우:안홍진)
- 《대왕의 꿈》(KBS, 2012년~2013년, 배우:김정민)

### 영화
- 《평양성》(2011년, 배우 : 류승룡)

## 같이 보기
- 고구려
- 보장왕
- 연개소문